# Викентий Вересаев
Викентий Викентиевич Вересаев (псевдоним на Смидович) е руски писател, лекар.
Рисува живота на руската интелигенция – разпадането на народническите илюзии, насочването към марксизма. Автор е на историко-литературни произведения. Преводач на антични поети. Носител е на Държавна награда на СССР от 1943 г.

## Биография
Роден е на 16 януари 1867 г. в Тула. Баща му, Викентий Игнатиевич Смидович (1835-1894), дворянин, е бил лекар, основател на градската болница и на санитарната комисия в Тула. Той е и един от основателите на Дружеството на тулските лекари. Майка му, Елизавета Павловна (родена Юницкая), организира в дома си първата детска градина в Тула.
Викентий завършва със сребърен медал Тулската класическа гимназия (1884) и постъпва в Юридическия факултет на Историко-филологическия университет в Санкт Петербург. Завършва го през 1888 г. и още същата есен се записва да следва медицина в университета в Дерпт.
През 1892 г., още като студент, той участва в експедиция в Екатеринославска губерния за потушаване на епидемия от холера. Там е началник на барака във Вознесенската мина на Пьотр Александрович Карпов, недалеч от Юзовка.
През 1894 г. завършва Факултета по медицина в университета в Дерпт. Започва медицинска практика в Тула под ръководството на баща си. След няколко месеца се мести в Санкт Петербург, където през 1896-1901 г. работи като извънреден ординатор и ръководител на библиотеката в Градската казармена болница в памет на Сергей Петрович Боткин.
През 1897 г. се жени за втората си братовчедка Мария Хермогеновна Смидович (1875-1963).
Установява се в Москва през 1903 г.
По време на Руско-японската война е призован на наборна военна служба като военен лекар и е изпратен в далечната Манджурия през 1904 г.
Пътува до Гърция през 1910 г. Там се увлича по старогръцката литература, страст, която не го оставя до края на живота м.
Отново е военен лекар по време на Първата световна война.
Отново се установява в Москва през 1921 г. Евакуира се в Тбилиси през 1941 г..
Става лауреат на Сталинска премия I степен през 1942 г.
Умира на 3 юни 1945 г. в Москва. Погребан е на Новодевическото гробище (участък № 2) в Москва.

## Творчество
- „Без път“, 1895 г.
- „Епидемия“, 1898 г.
- „Записките на един лекар“, 1901 г. Поставя въпроса за лекарската етика.